# Нада Наумовић
Надежда Нада Наумовић (Крагујевац, 22. април 1922 — Шумарице, код Крагујевца, 21. октобар 1941) била је учесница Народноослободилачке борбе и народни херој Југославије.

## Биографија
Рођена је 22. априла 1922. у Крагујевцу. Њено отац Мицко био је пекар и поред ње имао је још троје деце. Основну школу и гимназију завршила је у родном месту, са одличним успехом, због чега је била ослобођена полагања мале и велике матуре. Као одлична ученица, често је помагала својим друговима, којима је била потребна помоћ, а нису имали новца за приватне часове. Иако није потицала из имућне породице, често је своју одећу и обућу давала сиромашним другарицама, због чега је долазила у сукоб са родитељима.
У шестом разреду гимназије дошла је у додир са омладинским револуционарним покретом, након чега је почела да проучава марксистичку литературу. Исте године била је примљена у чланство тада илегалног Савеза комунистичке омладине Југославије (СКОЈ). У седмом разреду гимназије дошла је у сукоб са школском управом, јер је одбијала да заједно са осталим ученицима чита молитву, која је била обавезна пре и после завршетка наставе. Била је кажњавана, родитељи су јој позивани у школу и добијала је слабе оцене из веронауке, али је остала упорна. Њен поступак је био препричаван по граду, а наставничко веће је разматрало њен случај. Пошто је из свих предмета имала одличне оцене, прогледали су јој кроз прсте.
Након матуре, 1940. уписала је Медицински факултет у Београду. Од родитеља је добијала скромна материјална примања, али је и њих делила са сиромашним другарицама, које су често долазиле код ње и повремено становале у њеној соби. Новац који је добијала за огрев, често је давала као помоћ за сиромашне студенте. Током студија активно је учествовала у раду револуционарног студентског покрета. Исте године била је примљена у чланство Комунистичке партије Југославије (КПЈ).
Након окупације Југославије, 1941. напустила је студије и вратила се из Београда у Крагујевац. Као чланица Комунистичке партије, активно је учествовала у организовању Народноослободилачког покрета (НОП). Тада је била постављена за секретара Рејонског актива СКОЈ-а и активно радила на окупљању омладине у читалачким групама, као и организовању курсева прве помоћи, од којих је један одржан у кући њених родитеља. После формирања првих партизанских одреда и организовања одбора Народноослободилачког фонда, радила је на прикупљању хране, одеће, обуће, санитетског материјала и материјалне помоћи за партизане. Ноћу, у време полицијског часа, одлазила је из куће и учествовала у акцијама растурања летака и писања антифашистичких парола.
Преко једне њене другарице, која је радила као службеница у полицији, набављала је фалсификоване пропуснице и легитимације за активисте Народноослободилачког покрета. Ради преноса партијског материјала и добијања задатака и директива, више пута је у својству партијског курира одлазила у окупирани Београд, али и села у околини Крагујевца.
Ухапшена је 20. октобра 1941, за време велике рације у Крагујевцу, коју су вршили Немци и љотићевци. Припремајући се за извршење велике одмазде, хапшени су сви мушкарци који су се нашли на улици или код кућа и потом као таоци затварани у топовске шупе. У току поподнева, Нада се нашла испред своје куће, а када је видела како љотићевци врбују једног младића из суседства да им се прикључи, оштро је реаговала и напала их, називајући их издајницима и слугама окупатора. Била је одмах ухапшена и одведена у затвор. Сутрадан 21. октобра 1941 стрељана је у првој групи грађана Крагујевца. Приликом извођења на стрељање, држала се храбро кличући Комунистичкој партији и Совјетском Савезу.
Лист Борба, који је у јесен 1941. излазио у ослобођеном Ужицу, у броју 14. од 15. новембра 1941. донео је сведочење о стрељању у Крагујевцу, у коме се између осталог помиње и стрељање Наде Наумовић:
Студенткиња Нада Наумовић, члан Комунистичке партије, тешко је рањена, придигла се и узвикнула: Живео Совјетски Савез! Једна недићевац је пришао и дотукао је револвером.
Једна је од укупно 13 жена жена стрељаних током масовног стрељања у Крагујевцу. На месту њеног страдања, у оквиру спомен-парка Крагујевачки октобар, 1959. подигнут је споменик Бола и пркоса, рад вајара Анта Гржетића.
Указом Президијума Народне скупштине ФНР Југославије 20. децембра 1951. проглашена је за народног хероја.
Њено име носе улице у Крагујевцу и Београду, као и крагујевачка предшколска установа. Њено име је у два наврата носила основна школа у Бадњевцу, код Баточине, али је она 1992. припојена основној школи „Свети Сава” из Баточине.

## Галерија
- Споменик Бола и Пркоса
- Орден народног хероја